# Црква Светог Саве у Батковићу
Црква Светог Саве у Батковићу је једнобродна православна парохијска црква у бијељинском селу Батковић. Црква је посвећена Светом Сави, али и Светом Михаилу Кијевском.

## Историја
Градња је почела 10. новембра 1983. године, а темељ је освјештао 3. јуна исте године епископ зворничко-тузлански Василије. Изградња је завршена 1988. године, а црква је освјештана 9. октобра исте године. Освјештање су вршили епископи зворничко-тузлански Василије, далматински Николај и бањалучки Јефрем.
Прије садашње цркве на њеном мјесту, односно неколико метара сјеверније, је постојала стара црква посвећена Светом Сави из 1912. године, која је срушена због дотрајалости. Освјештење цркве је извршио митрополит зворничко-тузлански Иларион.

## Капела
Капела Светог апостола Марка на сеоском гробљу је изграђена 2015. године. Градња је почела 2012, а након изграње цркву је освјештао епископ зворничко-тузлански Хризостом.

## Свештеници
Пароси батковићки су били сљедећи свештеници:
- Васо Јосиповић, око 1840-1895;
- Цвијетин Шовић, 1895—1944;
- Бориша Старовић, 1945—1964;
- Жарко Томић, парох црњеловачки администрирао 1964—1965;
- Иван Неђић, 1965—2003. (од 1992. 1. парохија);
- Михајло Гачић, 2. парохија 1992—1995;
- Милан Танацковић, 2. парохија, 1996—2012;
- Милијан Станкић, 1. парохија, 2004—2022;
- Љубомир Самарџић, 2. парохија, од 2013;
- Велислав Мишура, 1. парохија, од 2022;

Храм у Батковићу је, почев од 1992. године сједиште двије парохије:
1. Батковићка 1. парохија,  коју чине засеоци: Каравласи, Липовица и дио Марића, те села Гојсовац и Мала Обарска.
2. Батковићка 2. парохија, коју чине дио Марића, те засеоци: Гајићи, Клис и село Остојићево.